# Бродово-Віти
Бродово-Віти (пол. Brodowo-Wity) — село в Польщі, у гміні Вінниця Пултуського повіту Мазовецького воєводства.
Населення — 28 осіб (2011).
У 1975-1998 роках село належало до Цехановського воєводства.

## Демографія
Демографічна структура станом на 31 березня 2011 року:
|          | Загалом | Допрацездатний вік | Працездатний вік | Постпрацездатний вік |
| -------- | ------- | ------------------ | ---------------- | -------------------- |
| Чоловіки | 15      | 1                  | 11               | 3                    |
| Жінки    | 13      | 0                  | 10               | 3                    |
| Разом    | 28      | 1                  | 21               | 6                    |